# Мазізі
Мазізі (*XVI) — 1-й калонга (володар) Мараві з 1480 року.

## життєпис
Походив з клану Фірі. Очолив групу племен банту відому як каранга, яка близько 1450 року стала поступово рухатися з імперії Луба в південному напрямку. Заснував першу столицю на горі Чома, ймовірно, у Північній Замбії. Тут отримав титул великого володаря (калонга).
Згодом рушив на південний схід, діставшись близько 1480 року півночі озера Ньяса в місці між сучасними містами Каронга та Капоро. Тут створив постійну столицю — Мантімбу, що стала також важливим культовим центром, оскільки Мазізі також був верховним шаманом. Ймовірно підкорив місцеві племена. Державне утворення отримало назву Мараві. Спадкував родич Чінкхоле .